# (19282) Zhangcunhao
(19282) Zhangcunhao est un astéroïde de la ceinture principale.

## Description
(19282) Zhangcunhao est un astéroïde de la ceinture principale. Il fut découvert le 14 janvier 1996 à la station de Xinglong par le programme Beijing Schmidt CCD Asteroid Program. Une observation de 1994 est considérée par le JPL comme prédécouverte. Il présente une orbite caractérisée par un demi-grand axe de 3,09 UA, une excentricité de 0,17 et une inclinaison de 0,2° par rapport à l'écliptique.

## Compléments